# Typ 96 Multi-Purpose Missile System
Das Typ 96 Multi-Purpose Missile System (japanisch 96式多目的誘導弾システム 96-shiki tamokuteki yūdōdan shisutemu, deutsch ‚Mehrzweck-Lenkwaffen-System Typ 96‘) ist eine Panzer- und Landungsbootabwehrwaffe von Kawasaki Heavy Industries, welche von den japanischen Bodenselbstverteidigungsstreitkräften verwendet wird. Es ist das erste japanische Lenkwaffensystem, das voll digital gesteuert wird.

## Zusammenfassung
Die Waffe wurde als Nachfolger für die Typ 79 Jyu-MAT entwickelt. Sie wird von einem Geländewagen abgefeuert, der mit sechs Raketen bestückt ist. Nach dem Start zieht die Rakete ein Glasfaserkabel hinter sich her, über welches das Bild des hochauflösenden Infrarotsuchers auf das Display des Schützen im Fahrzeug übertragen wird. Der Schütze kann nun der Rakete ein Ziel zuweisen oder sie manuell in ein Ziel steuern. Das System ist dadurch in der Lage, Ziele außerhalb der Sichtweite zu zerstören (Non-Line-of-Sight). Durch den Angriff von oben und den großzügig dimensionierten Gefechtskopf ist die Lenkwaffe in der Lage, jeden Panzer zu zerstören. Der Hohlladungsgefechtskopf ist für Panzer überdimensioniert, um auch kleine Schiffe (z. B. Landungsboote) bekämpfen zu können. Die Waffe kann im Notfall auch gegen Helikopter eingesetzt werden. Durch die hohe Reichweite des Systems (die maximale Reichweite wurde nicht bekanntgegeben) können Übungsschüsse nur im Yakima Training Center in den USA stattfinden.